# La Cría (Paimas)
La Cría es una localidad peruana ubicada en el distrito de Paimas, perteneciente a la provincia de Ayabaca del departamento de Piura, al norte del Perú. 

## Ubicación
La Cría se ubica al noroeste de la provincia de Ayabaca, en el distrito de Paimas, en el departamento de Piura.

## Demografía
En 2017 La Cría tenía una población de 3 habitantes.